# Archaediscidae
Archaediscidae es una familia de foraminíferos bentónicos de la superfamilia Archaediscoidea, del suborden Fusulinina y del orden Fusulinida. Su rango cronoestratigráfico abarca desde el Viseense (Carbonífero inferior) hasta el Moscoviense (Carbonífero superior).

## Discusión
Algunas clasificaciones más recientes incluyen Archaediscidae en el suborden Archaediscina, del prden Archaediscida, de la subclase Afusulinana y de la clase Fusulinata.

## Clasificación
Archaediscidae incluye a las siguientes subfamilias y géneros:
- Subfamilia Archaediscinae
  - Archaediscus †
  - Eosigmoilina †
  - Glomodiscus †
  - Nudarchaediscus †
  - Planoarchaediscus †
  - Planospirodiscus †
  - Tournarchaediscus †
  - Tubispirodiscus †
  - Uralodiscus †
- Subfamilia Asteroarchaediscinae
  - Asteroarchaediscus †
  - Brenckleina †
  - Neoarchaediscus †
  - Nodasperodiscus †
  - Nodosarchaediscus †
  - Permodiscus †

Otros géneros considerados en Archaediscidae son:
- Ammarchaediscus † de la subfamilia Archaediscinae, aceptado como Planospirodiscus
- Asperodiscus † de la subfamilia Asteroarchaediscinae, aceptado como Neoarchaediscus
- Betpakodiscus † de la subfamilia Archaediscinae, aceptado como Archaediscus
- Brownediscus † de la subfamilia Archaediscinae
- Brunsiarchaediscus † de la subfamilia Archaediscinae, considerado subgénero de Archaediscus, Archaediscus (Brunsiarchaediscus), y aceptado como Nudarchaediscus
- Eodiscus † de la subfamilia Archaediscinae, considerado subgénero de Ammarchaediscus, Ammarchaediscus (Eodiscus), y aceptado como Planoarchaediscus
- Hemiarchaediscus † de la subfamilia Archaediscinae, aceptado como Archaediscus
- Kasachstanodiscus † de la subfamilia Asteroarchaediscinae, aceptado como Permodiscus
- Lensarchaediscus † de la subfamilia Asteroarchaediscinae, aceptado como Asteroarchaediscus
- Leptarchaediscus † de la subfamilia Archaediscinae, considerado subgénero de Ammarchaediscus, Ammarchaediscus (Leptarchaediscus), y aceptado como Nudarchaediscus
- Leptodiscus † de la subfamilia Archaediscinae, considerado subgénero de Ammarchaediscus, Ammarchaediscus (Leptodiscus)
- Melarchaediscus † de la subfamilia Archaediscinae, considerado subgénero de Archaediscus, Archaediscus (Melarchaediscus), y aceptado como Glomodiscus
- Neodiscus † de la subfamilia Archaediscinae, considerado sinónimo posterior de Archaediscus, aunque también válido dentro de la familia Neodiscidae
- Nodosigmoilina † de la subfamilia Asteroarchaediscinae, aceptado como Brenckleina
- Paraarchaediscus † de la subfamilia Archaediscinae, aceptado como Archaediscus
- Pirletidiscus † de la subfamilia Archaediscinae
- Planodiscus † de la subfamilia Archaediscinae, aceptado como Planoarchaediscus
- Propermodiscus † de la subfamilia Archaediscinae, aceptado como Archaediscus
- Quasiarchaediscus † de la subfamilia Archaediscinae, aceptado como Eosigmoilina
- Rectodiscus † de la subfamilia Archaediscinae, considerado subgénero de Ammarchaediscus, Ammarchaediscus (Rectodiscus), y aceptado como Uralodiscus
- Rugosoarchaediscus † de la subfamilia Asteroarchaediscinae, aceptado como Neoarchaediscus
- Viseidiscus † de la subfamilia Archaediscinae, aceptado como Planospirodiscus

Otro género de Archaediscidae no asignado a ninguna subfamilia es:
- Carina †, de posición taxonómica incierta